# Epistalagma cornuta
Epistalagma cornuta är en skalbaggsart som beskrevs av Ernst Gustav Kraatz 1892. Epistalagma cornuta ingår i släktet Epistalagma och familjen Cetoniidae. Inga underarter finns listade i Catalogue of Life.